# 詹妮特 (阿肯色州)
詹妮特（英語：Jennette）是一個位於美國阿肯色州克里坦登縣的市鎮。

## 地理
詹妮特的座標為35°09′59″N 90°24′42″W / 35.16639°N 90.41167°W，而該地的平均海拔高度為62米（即203英尺）。

## 人口
根據2020年美國人口普查的數據，詹妮特的面積為5.88平方千米，當中陸地面積為5.87平方千米，而水域面積為0.01平方千米。當地共有人口118人，而人口密度為每平方千米20人。